# Тржич-Примишлянський
45°13′ пн. ш. 15°30′ сх. д. / 45.21° пн. ш. 15.50° сх. д.
Тржич-Примишлянський (хорв. Tržić Primišljanski) — населений пункт у Хорватії, в Карловацькій жупанії у складі міста Слунь.

## Населення
Населення за даними перепису 2011 року становило 20 осіб.
Динаміка чисельності населення поселення: